# Меннінг Рейнджерс
Меннінґ Рейнджерс (англ. Manning Rangers Football Club) — скромний футбольний клуб ПАР з міста Дурбан запам'ятався своїм феноменальним успіхом в першому сезоні Прем'єр Соккер-ліги Південної Африки, ставши чемпіоном з найкращими показниками за всю історію цього турніру. Але надалі команді не вдалося закріпитися в стані найкращих футбольних колективів країни, а, опісля, пониження в класі у 2005 році, уже в 2006 році було заявлено про банкрутство клубу.

## Досягнення
- Перший переможець Прем'єр Соккер-ліги Південної Африки в сезоні 1996/1997 років
- Володар кількох кубків ПАР:

- Osman Spice Works Cup → 1985
- FPL Knockout Winners → 1979, 1989
- Coca-Cola Shield → 1977

## Відомі футболісти
- Марк Девіс (Mark Davies)
- Сімон Махубела (Simon Makhubela)
- Керін Джордан (Keryn Jordan)
- Іннокент Чікоя (Innocent Chikoya)
- Джілберт Мушанґажіке (Gilbert Mushangazhike')
- Брюс Ґроббелар (Bruce Grobbelaar)
- Джордж Коумантаракіс (George Koumantarakis)
- Марк Туві (Mark Tovey)

## Відомі тренери
- СҐордон Іґесунд (Gordon Igesund)
- Зоран Пешіч (Zoran Pešić)